# Pseudamnicola exilis
Pseudamnicola exilis е вид коремоного от семейство Hydrobiidae.

## Разпространение
Видът е разпространен в Гърция.